# UGC 5497
UGC 5497 är en dvärggalax som ligger i stjärnbilden Stora björnen på ett avstånd av cirka 12 miljoner ljusår från solen. Den är en medlem av M81-gruppen. Den rör sig bort från solen med en heliocentrisk radialhastighet av ca 185 km/s.
UGC 5497 är en kompakt blå dvärggalax som omfattar ett stort antal nybildade stjärnhopar. De ljusa, blå stjärnorna som uppstår i dessa hopar bidrar till galaxens övergripande blåaktigt utseende, som kommer att bestå i flera miljoner år tills dessa snabbt brinnande stjärnor exploderar som supernovor.